# Cratere Kastytis
Kastytis  è un cratere sulla superficie di Eros.